# Identitära rörelsen
Identitära rörelsen, mouvance identitaire eller identitarismen är ett samlingsnamn för idéströmningar inom olika radikalkonservativa grupper som uppstod i olika europeiska länder med start i Frankrike under slutet av 1900-talet och början av 2000-talet. De har alla inspirerats av den franska Nya Högern (GRECE) och dess filosofer (Alain de Benoist, Guillaume Faye med flera) den så kallade konservativa revolutionen (som bland andra Ernst Jünger och Armin Mohler hade anknytning till), brittisk nationalanarkism (Troy Southgate) och tredje positionen. Rörelsen är heterogen och internationell och utgörs av ett flertal organisationer, publikationer, internetforum och bloggar. Gemensamma drag bland "identitärerna" är ofta en uttalad antiliberalism, regionalism, kritik mot utomeuropeisk invandring och vurm för europeisk kultur. Den identitära rörelsen har klassificerats av Tysklands Bundesamt für Verfassungsschutz 2019 som högerextrem.
Den identitära rörelsen är radikalkonservativ och en del av den Nya högern.

## Ideologi och framväxt
Den identitära rörelsen började formeras inom fransk extremhöger. Begreppet skall ha kommit från en i rörelsen inflytelserik teoretiker, Guillaume Faye. Faye tillhör som filosof den franska nya högern, vilken bidragit till begreppets innebörd. Parallellt med begreppets införande i teoretiska diskussioner växte en politisk rörelse fram, som genom aktioner och politiska kampanjer kom att popularisera begreppet "identitaires". Bloc identitaire är en av de större franska organisationerna som förknippas med rörelsen och som genomfört en rad uppmärksammade demonstrationer och aktioner.
Identitarismens anhängare menar att den skiljer sig från traditionella nationalistiska rörelser och dess företrädare menar sig i många fall ta avstånd från nazism. Ideologin är, enligt egna ideologer och närstående skribenter som Tomislav Sunic som skrivit en bok om den nya högern, svår att placera i ett höger- eller vänsterfack på den politiska skalan. Samtidigt är den organisatoriska kopplingen till Nya högern och nyfascistiska rörelser ofta betydande. Den identitära rörelsen fäster stor vikt vid identitetspolitik och folkets gemensamma arv. Till skillnad från rörelser inom den "gamla" extremhögern fäster inte identitarismen sig vid nationalstaten eller den biologiska rasen som minsta gemensamma nämnaren för ett folk utan menar att definierandet av ens identititet likaväl kan göras med regionala hänseenden, men också kulturella i ett större perspektiv som i definierandet av en europeisk kultur. Identitärer i Frankrike menar att det finns en "antivit" rasism bland element i de till Europa invandrade befolkningsskikten från tredje världen som tar sig uttryck i kriminalitet riktade mot vita europeiskättade, "le petit blancs".[källa behövs]
Identitära grupperingar kallar sig ibland för etnopluralister eller etnodifferentialister (termer vars innebörd är kontroversiella då kritiker anser dem vara rena omskrivningar för rasism) och ett vanligt förekommande slagord inom den identitära rörelsen är "0% rasism, 100% identitet". Förenklat kan sägas att identitärer hellre än en "smältdegel" och en gemensam svagt definierad identitet vill ha ett samhälle med många starkt präglade identititer. Dessa ståndpunkter har kritiserats från såväl annan extremhöger som allmänt politiskt håll. De senare menar ofta att identitärernas resonemang bäddar för rassegregation och de förra menar att det inte skiljer sig nämnvärt från dagens mångkulturalism.[källa behövs]

## Politik och aktivism
Rörelsen har spridit sig utanför Frankrikes gränser och har avstickarorganisationer bland annat i Portugal, Spanien, Sverige, Italien, Chile och Argentina.[källa behövs]

### Chile
I Chile finns organisationen Acción Identitaria som betecknar sig som identitär och inspirerad av nya högern.[källa behövs]

### Frankrike
I Frankrike består rörelsen av flera politiska grupper, som delas upp i regionalistiska (bland annat Alsace d'abord och flera bretonska regionalistiska rörelser) och nationalistiska (bland annat Bloc Identitaire och Les Jeunesses Identitaires). Bloc Identitaire var den paraplyorganisation för regionala organisationer i Frankrike som kallade sig identitära som kom att profilera den identitära strömningen internationellt. Utländska organisationer som har kopplingar till Bloc Identitaire är bland annat Lega Nord, Vlaams Belang och Assemblea Identitaria. I Frankrike är de identitära grupperna engagerade i flera olika sorters aktivism. Där har bland annat organisationen Nissa Rebela anordnat folkdanser för allmänheten på gatorna . Andra arrangemang har varit manifestationer för Tibets frihet och demonstrationer. Solidarité Kosovo är ett initiativ av franska identitärer för att bygga en solidaritetsrörelse för det serbiska folket i Kosovo, som de menar får genomlida en oförskylld repression i det av Nato skapade från Jugoslavien skilda Kosovo. En annan form av omtalad aktivism är de så kallade identitära soppköken (soupe identitaire) som serverar mat åt behövande och fått stor uppmärksamhet i media. Flera grupper sysslar med denna aktivism, bland annat Bloc Identitaire, Solidarité Alsacienne och Soulidarietà. Soppan innehåller fläskkött så att folk med en religiös tro som förbjuder fläskkött, såsom judar och muslimer, inte kan ta del av den, vilket har lett till kritik från politiker. En annan tongivande identitär organisation är Terre et Peuple som bland annat arrangerar kulturella temeresor i bygder med anknytning till "det galliska arv" som enligt organisationen utgör en stomme i fransosens identitet och sommarskolor på somrarna. De ger också ut ett kvartalsmagasin av mer teoretisk art.[källa behövs]

#### Génération Identitaire
2012 bildades organisationen Génération Identitaire (GI).  Organisationen sa sig tillhöra en generation som bekämpar mångkultur, ”anti-vit rasism” och ”påtvingad rasblandning”. I motsats 68 generationen som fördärvat landet med progressiv politik och dekadens förordar GI ”etnopluralism”, att olika folkslag inte bör blandas utan bör leva åtskilda från varandra. GI har och framfört konspirationsteorier om att det pågår ett folkutbyte i Europa. 2017 deltog dom i kampanjen ”defend europe” som försökte sabotera för NGO som hjälpte flyktingar på Medelhavet.
I februari 2021 förbjöds Génération Identitaire (GI) i Frankrike för att de uppmuntrar till hat, våld och fientlighet mot migranter.

### Tyskland
Den identitära rörelsen har klassificerats av Tysklands Bundesamt für Verfassungsschutz 2019 som högerextremist.

### Identitära rörelsen i Sverige
I Sverige var Nordiska förbundet den största politiska rörelsen i Norden som benämnde sin ideologi identitarism, och därmed menar sig tillhöra rörelsen. Organisationen försökte under tidigt 2000-tal ena olika högerinriktningar. De spred nazistiskt material och skrifter från Nya höger. År 2006 startades bloggportalen motpol.nu som blev en samlingsplats för bland annat Identitära rörelsen. Nordiska förbundet antog 2008 ”Ett Identitärt manifest” och profilerade sig som identitärer. När Nordiska Förbundet lade ner 2010 bildades bokförlaget Arktos av ledande personer, bland andra Daniel Friberg, från Nordiska Förbundet.
| ”                          | Utvecklingen inom vit makt-miljön går mot att grupperna blir mjukare, åtminstone på ytan. De kallar sig inte nazister eller fascister. I stället används nya termer som till exempel identitärer, patrioter eller ”den nationella rörelsen”. | „ |
| – Brottsförebyggande rådet | |   |

| ”                    | Nej, vi är inte "nazister" eller nationalsocialister, vi är identitärer. Vi kräver inget för oss nordbor som vi inte är beredda att ge varje folk på jorden: rätten till fortsatt existens och självstyre i våra egna historiska hemländer. I de mer oseriösa etablerade medierna vill man alltid förknippa varje form av europeisk etnisk medvetenhet med nazism, eftersom den har dåligt rykte hos de flesta svenskar. Det är en form av ful men ganska effektiv propaganda, som ibland brukar benämnas "guilt by association". | „ |
| – Nordiska Förbundet | |   |

## Internationellt samarbete
En årlig identitär kongress heter Convention Identitaire där identitära och vissa nationalistiska organisationer och partier från hela Europa samarbetar. Grupper som deltar är bland annat Lega Nord, Bloc Identitaire, Nissa Rebela, Vlaams Belang och  Solidarité Kosovo.